# Ban Asbestos
Ban Asbestos (en français littéralement Bannir l'amiante) est un réseau international d'associations de lutte contre l'usage de l'amiante.
Ban asbestos a été créé en 1993 ; Ban asbestos France est née en 1995 de la rencontre d’Henri Pézerat, d'Annie Thébaud-Mony (directrice de recherche à l'INSERM) et de Patrick Herman (lanceur d'alerte sur l'amiante). 
L'association a particulièrement été active lors de l'affaire du désamiantage du Clemenceau,.